# قسم ايتيوند الشمالي الريفي (مقاطعة دلفان)
قسم ايتيوند الشمالي الريفي (بالفارسية: دهستان ایتیوند شمالی) هي منطقة ريفية تقع في منطقة كاكاوند في إيران. يقدر عدد سكانها بـ 3,126 نسمة .